# 阴那山
阴那山位于广东省梅州市梅县区和大埔县交界，为莲花山脉的主要高峰之一，主峰玉皇顶海拔1,298米，和罗浮山、南华山并称为粤东三胜。天气晴朗时在山顶可以望到潮州、汀州和梅州，因此有“白云深处望三州”的咏叹。